# Frielendorf
Frielendorf è un comune tedesco di 7 318 abitanti situato nel land dell'Assia.